# ملانیو بائس
ملانیو بائس (اسپانیایی: Melanio Báez‎؛ زادهٔ حدود ژوئیه ۱۹۳۱ - درگذشته نامشخص) بازیکن فوتبال اهل پاراگوئه بود.
از باشگاه‌هایی که در آن بازی کرده‌است می‌توان به باشگاه فوتبال ناسیونال پاراگوئه اشاره کرد.
وی همچنین در تیم ملی فوتبال پاراگوئه بازی کرده‌است.